# Оксфордский центр индуистских исследований
Оксфордский центр индуистских исследований (англ. Oxford Centre for Hindu Studies) — независимый научно-исследовательский центр Оксфордского университета, основанный в 1997 году. Целью центра является изучение индуистской культуры., религии, языков, литературы, философии, истории, искусства и общества.
Центр развивает программы стипендий, исследований и публикаций в области изучения индуизма. Одной из целей центра также является вовлечение индуистской общины в научное изучение своей собственной философии и культуры.
Основатель и директор центра — Шаунака Риши Дас. Научный руководитель — Гэвин Флад.